# تورزا، استان لهستان بزرگ
تورزا، استان مجارستان بزرگتر (به لاتین: Turza, Greater Poland Voivodeship) یک منطقهٔ مسکونی در لهستان است که در Gmina Damasławek واقع شده‌است.

## خصوصیات
تورزا ۳۶۰ نفر جمعیت دارد.